# Cala d'en Trons
La cala Trons es una cala situada en el término municipal de Lloret de Mar (Gerona) España, en la Costa Brava Sur, situada en una zona urbanizada. Es una cala rocosa, de arena gruesa, con un rico fondo marino.
Se accede por la carretera GI-682 (Blanes-Lloret), la autopista C-32 (salida Malgrat-Blanes-Lloret), la autopista AP-7 (Salida 9 Lloret) y la C-63 (comarcal de Vidreras). En Lloret de Mar, se puede llegar por el camino de ronda que parte de Lloret de Mar hacia Tosa de Mar.
- Datos: Q17623450
- Multimedia: Caleta d'en Trons / Q17623450